# Eusèbe Renaudot
Eusèbe II Renaudot, né à Paris le 20 juillet 1646 où il est mort le 1er septembre 1720, est un homme d'Église, théologien et orientaliste français.

## Sa vie et son œuvre
Petit-fils du fondateur de la Gazette de France, Théophraste Renaudot, fils d'Eusèbe Renaudot, docteur en médecine, conseiller du Roi et premier médecin du Dauphin, et de Marie Daicq, il étudie chez les jésuites la philosophie grecque et latine et il est ordonné prêtre après un bref passage chez les oratoriens.
À une époque où les exégètes du Nouveau Testament se contentent d'apprendre l'araméen biblique, connu sous le nom de chaldéen, il apprend l'arabe, le copte et le syriaque en vue d'étudier l'histoire des Églises d'Orient.
Il est élu membre de l'Académie française en 1688 et de l'Académie royale des inscriptions et médailles en 1691. Il est membre également de l'Accademia della Crusca de Florence. Ami de Bossuet, il fréquente la cour où Colbert lui confie nombre de missions politiques qui vont l'occuper jusqu'à un âge avancé. Ainsi, à la mort du pape Innocent XII en 1700, il accompagne le cardinal de Noailles au conclave de Rome. C'est au cours de ces missions qu'il rassemble les documents qui formeront la matière principale de son œuvre, mais il meurt avant d'avoir obtenu les caractères orientaux qui lui aurait permis de les faire imprimer, et ses travaux sont ainsi éclipsés par la publication, entre 1719 et 1728, de la Bibliotheca orientalis de Giuseppe Simone Assemani.
Eusèbe Renaudot publie néanmoins de son vivant une histoire des patriarches d'Alexandrie ainsi qu'une collection de textes liturgiques des églises d'Orient où il défend les thèses gallicanes et jansénistes d'Antoine Arnauld. Il traduit aussi de l'arabe les Anciennes Relations des Indes et de la Chine de deux voyageurs mahométans et il contribue à des mémoires de l'Académie des inscriptions. Il lègue à sa mort sa bibliothèque de 9 000 volumes à l'abbaye de Saint-Germain-des-Prés. Ses manuscrits inédits sont conservés à la Bibliothèque nationale de France.
Il est l'ami et l'exécuteur testamentaire du diplomate François de Callières.

## Publications

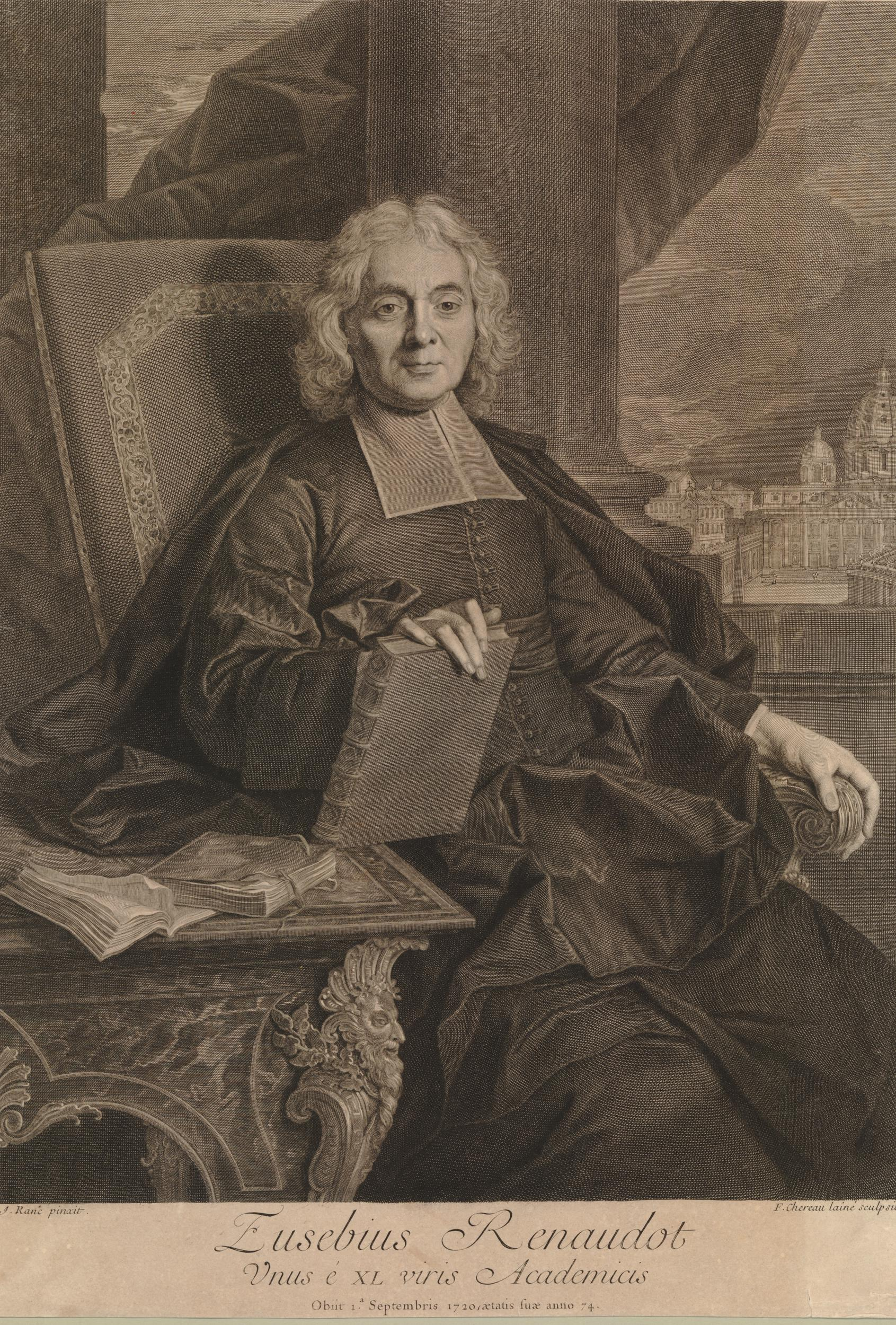
Eusèbe Renaudot.

- Jugement du public et particulièrement de M. l'abbé Renaudot sur le Dictionnaire critique du Sr Bayle, publié contre le gré de l’auteur par Pierre Jurieu (1697)
- Sancti patris nostri Athanasii. Opera omnia quae extant (1698)
- Défense de « La Perpétuité de la foi » [d'Antoine Arnauld] contre les calomnies et faussetés du livre intitulé : « Monuments authentiques de la religion des grecs » (1709)
- Gennadii, Homiliae de sacramento Eucharistiae. Meletii Alexandrini, Nectarii Hierosolymitani, Meletii Syrigi, et aliorum, de eodem argumento opuscula graece et lat., seu appendix ad acta quae circa Graecorum de transubstantiatione fidem relata sunt in opere de perpetuitate fidei. Eusebius Renaudotius, edidit, latine, vertit, dissertationes et observationes adjecit (1709)
- Historia patriarcharum Alexandrinorum, Jacobitarum a D. Marco usque ad finem saeculi XIII, cum catalogo sequentium patriarcharum (1713)
- Liturgiarum orientalium collectio (2 volumes, 1715-16)
- Défense de l'« Histoire des patriarches d'Alexandrie » et de la « Collection des liturgies orientales » contre un écrit intitulé « Défense de la mémoire de feu M. Ludolf » (1717)
- Anciennes Relations des Indes et de la Chine [Aḫbār al-Ṣīn wa-l-Hind] de deux voyageurs mahométans qui y allèrent dans le neuvième siècle : traduites de l'arabe avec des remarques sur les principaux endroits de ces relations, Paris, Coignard, 1718 (lire en ligne)
- De l'origine de la sphère, Mémoire de l'Académie royale des inscriptions et belles lettres, Tome I, 1717[2].

Publications posthumes
- François-Albert Duffo, Correspondance inédite d'Eusèbe Renaudot avec le cardinal François-Marie de Médicis [avec son frère Cosme III de Médicis et Antonio Maria Salvini] (1915-28)
- François-Albert Duffo, Un abbé diplomate. I. Voyage à Rome d'E. Renaudot. II. Ses lettres au cardinal de Noailles. III. Ses lettres au ministre Colbert. (1700-1701) (1928)
- François-Albert Duffo, Lettres inédites de l'abbé E. Renaudot au ministre J.-B. Colbert. (Années 1692 à 1706) Lettres inédites de J.-B. Racine à l'abbé E. Renaudot. (Années 1699 et 1700) (1931)